# Eugene Elliott Reed

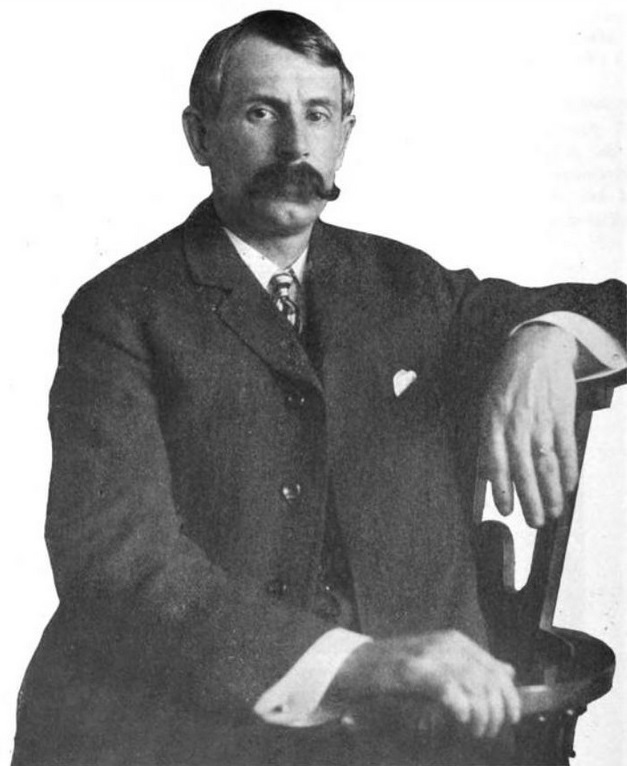
Eugene Elliott Reed

Eugene Elliott Reed (* 23. April 1866 in Manchester, New Hampshire; † 15. Dezember 1940 ebenda) war ein US-amerikanischer Politiker. Zwischen 1913 und 1915 vertrat er den Bundesstaat New Hampshire im US-Repräsentantenhaus.

## Werdegang
Eugene Reed besuchte die öffentlichen Schulen seiner Heimat, erhielt aber zeitweise auch eine private Ausbildung. Außerdem studierte er Jura. In den folgenden Jahren wurde Reed ein erfolgreicher Geschäftsmann. Er war Direktor bzw. Mitglied im Vorstand von zahlreichen Bauunternehmen in Neuengland und New York. Neben diesen Tätigkeiten begann Reed auch eine erfolgreiche politische Laufbahn als Mitglied der Demokratischen Partei. Zwischen 1899 und 1903 war er Stadtrat in Manchester und von 1903 bis 1911 war er Bürgermeister seiner Heimatstadt. Zwölf Jahre lang war er sowohl im Democratic National Committee als auch im Staatsvorstand seiner Partei. In den Jahren 1908, 1912, 1916 und 1924 war Reed Delegierter zu den jeweiligen Democratic National Conventions. 1910 kandidierte er erstmals erfolglos für den Kongress.
1912 wurde er dann im ersten Distrikt von New Hampshire in das US-Repräsentantenhaus in Washington gewählt. Dort trat er am 4. März 1913 die Nachfolge des Republikaners Cyrus A. Sulloway an, den er bei der Wahl geschlagen hatte. Da er aber bereits bei den folgenden Wahlen im Jahr 1914 gegen Sulloway verlor, konnte Reed bis zum 3. März 1915 nur eine Legislaturperiode im Kongress absolvieren. In dieser Zeit wurden der 16. und der 17. Verfassungszusatz im Kongress beraten und ratifiziert. Nach dem Ende seiner Zeit im Kongress wurde Reed von US-Präsident Woodrow Wilson in die amerikanische Delegation zur Verwaltung der Philippinen berufen. Dort war er im Jahr 1916 Handels- und Polizeiminister. Damals wurde er auch der erste Präsident der Eisenbahnen der Stadt Manila. Nach seiner Rückkehr in die Vereinigten Staaten im Jahr 1918 kandidierte Reed erfolglos für den US-Senat: Er unterlag dem Republikaner Henry W. Keyes.
Zwischen 1919 und 1922 war Eugene Reed im Exporthandel in New York City tätig, von 1922 bis 1931 war er Vizepräsident der Versicherungsgesellschaft United Life & Accident Insurance Co. in Concord. In den Jahren 1933 und 1934 leitete er die für New Hampshire zuständige Abteilung der National Recovery Administration, die Teil des von Präsident Franklin D. Roosevelt aufgelegten New-Deal-Programms zur Überwindung der Weltwirtschaftskrise war. Von 1934 bis 1939 hatte Reed weitere Ämter in Wiederaufbauorganisationen inne. So war er Leiter der Federal Housing Agency für New Hampshire und fungierte als Direktor des National Emergency Council für seinen Staat. Reed starb am 15. Dezember 1940.